# Hilara subcalimota
Hilara subcalimota är en tvåvingeart som beskrevs av Straka 1976. Hilara subcalimota ingår i släktet Hilara och familjen dansflugor. Inga underarter finns listade i Catalogue of Life.